# Iphitos van Elis

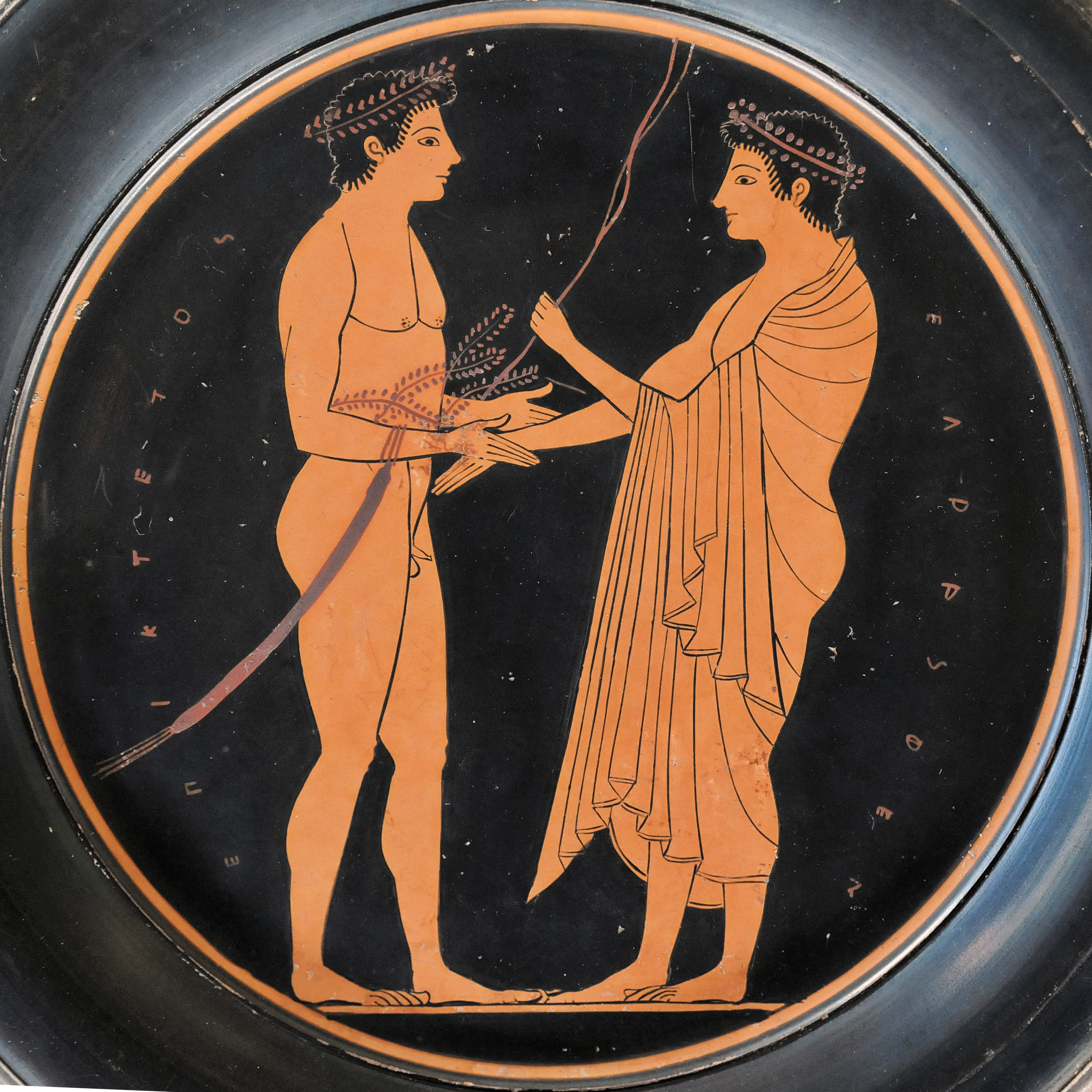
Overhandigen van olijfkrans aan overwinnaar op de spelen. Afbeelding op roodfigurige vaas door Epiktetos, 520-510 v.C.

Iphitos (Oudgrieks: Ίφιτος, Ifitos, Latijn: Iphitus) was een afstammeling van Herakles en koning van Elis. Rond 776 v.C. herstelde hij de Olympische Spelen in hun oorspronkelijke staat na de Dorische invasie. De legende luidt dat hij het Orakel van Delphi vroeg hoe Griekenland kon gered worden van de burgeroorlog en de ziektes die de bevolking doodden. Daarop antwoordde ze: "Iphitos en de bevolking van Elis moeten de Olympische Spelen terug leven inblazen en een heilige wapenstilstand uitroepen voor de duur van de spelen". Dit plan slaagde en de Olympische wapenstilstand werd een belangrijk instrument in de eenmaking van de Griekse staten en koloniën.
Iphitos zou de eerste geweest zijn die de olijfkrans, een kroon van bladeren van de olijfboom, als prijs toekende aan de winnaars op de Olympische Spelen. Ook dit was een advies van het Orakel van Delphi, dat hem vertelde naar Olympia te gaan en de boom te zoeken "versierd met ragfijne webben."